# Batalha de Settepozzi
A Batalha de Settepozzi foi travada em algum momento entre maio e junho de 1263 na costa de Settepozzi, o nome italiano de Spetses, entre uma frota bizantino-genovesa e uma veneziana, menor. A vitória dos venezianos teve importantes consequências políticas, pois afastou os bizantinos dos genoveses e restaurou a relação do império com os venezianos.

## Contexto
No início de julho de 1261, o imperador niceno Miguel VIII Paleólogo (r. 1259–1261) se aliou com os genoveses através do Tratado de Ninfeu. Esta aliança, cujos termos eram muito vantajosos para os genoveses, era fundamental para os nicenos e para seu plano de recuperar Constantinopla, a capital do moribundo Império Latino. Os imperadores latinos tinham o reforço do poderio naval veneziano, contra quem os genoveses já estavam em guerra), e, sem uma marinha própria para enfrentá-lo, Constantinopla não cairia, como já havia sido provado nos cercos anteriores de 1235 e 1260.
Porém, a cidade acabou sendo reconquistada por Aleixo Estrategópulo menos de quinze dias depois da assinatura do tratado sem nenhuma ajuda genovesa. Durante todo o ano seguinte, Veneza e Gênova nada fizeram. A primeira hesitava confrontar a frota genovesa enviada para o Egeu, muito maior, e esperava o desenrolar dos eventos no ocidente. A segunda enfrentava problemas internos, com a deposição do autocrático "capitão do povo" Marino Boccanegra e a ascensão da liderança nobre colegiada na cidade. No verão de 1262, os venezianos ordenaram que uma frota de 37 galés se deslocasse para o Egeu, onde encontraram uma outra, genovesa, com 60 galés em Tessalônica, mas estes se recusaram a dar-lhes combate. Uma expedição pirata, porém, liderada pelos nobres de Negroponte, aliados de Veneza, invadiu o Mar de Mármara, onde foi confrontada e derrotada por um esquadrão bizantino-genovês.

## Batalha
Enquanto isso, uma guerra irrompeu na Moreia, para onde Miguel VIII enviou uma força expedicionária (final de 1262 ou início de 1263) contra o Principado da Acaia. Apesar dos sucessos iniciais, as tentativas bizantinas de conquistar todos os domínios do Principado fracassaram depois das batalhas de Batalha de Prinitza e Macriplagi. Entre maio e junho de 1263, uma frota bizantino-genovesa de 38 ou 39 galés e 10 saettie leves (veleiros de um só mastro) seguindo para a fortaleza e base naval bizantina de Monenvásia, no sudoeste da Moreia, encontrou uma frota bizantina de 32 galés seguindo para o norte em direção a Negroponte.
Os detalhes do confronto são obscuros. Os "Annales Ianuenses" genoveses alegam que, quando o sinal de ataque foi dado, apenas quatorze navios genoveses avançaram, enquanto o resto permaneceu imóvel e depois fugiu. O cronista veneziano Canale, porém, relata que os navios venezianos atacaram primeiro, enquanto os genoveses tentavam encurralá-lo. A batalha terminou com uma clara vitória veneziana: a frota genovesa, metade da qual nem sequer entrou em combate, perdeu muitos homens, incluindo um almirante e duas naus capitâneas, antes de desengajar e fugir. Canale afirma que houve mil baixas genovesas e apenas 420 venezianas. Seja como for, o resultado foi claramente resultado tanto do comando dividido da frota genovesa e da relutância, consistentemente demonstrada em confrontos anteriores e posteriores, dos almirantes genoveses em arriscarem seus navios, que eram fornecidos por investidores privados — geralmente ricos mercantes que dominavam a cidade. Preciosos para seus proprietários, os almirantes eram responsáveis pelos danos incorridos a eles em batalhas.

## Repercussão
Embora a maior parte da frota genovesa tenha sobrevivido à batalha, a derrota teve grandes ramificações políticas, pois Miguel VIII começou a duvidar de sua aliança com Gênova, cara e pouco lucrativa, principalmente pela falta de audácia dos almirantes genoveses. Como sinal de sua insatisfação, logo depois da batalha, Miguel dispensou sessenta navios genoveses que estavam sob seu comando. A insatisfação mútua aumentou em 1264, quando o podestà genovês em Constantinopla foi implicado numa conspiração que visava entregar a cidade a Manfredo da Sicília e que resultou na expulsão dos genoveses da cidade. Miguel assinou um tratado com os venezianos em 18 de junho de 1265, mas ele não foi ratificado pelo doge. Obrigado a enfrentar a ameaça de Carlos de Anjou depois de 1266, Miguel teve que renovar sua aliança com Gênova, mas manteve simultaneamente a paz com Veneza assinando um tratado de não-agressão de cinco anos em junho de 1268.